# Campoletis clavata
Campoletis clavata là một loài tò vò trong họ Ichneumonidae.